# Università del Wisconsin

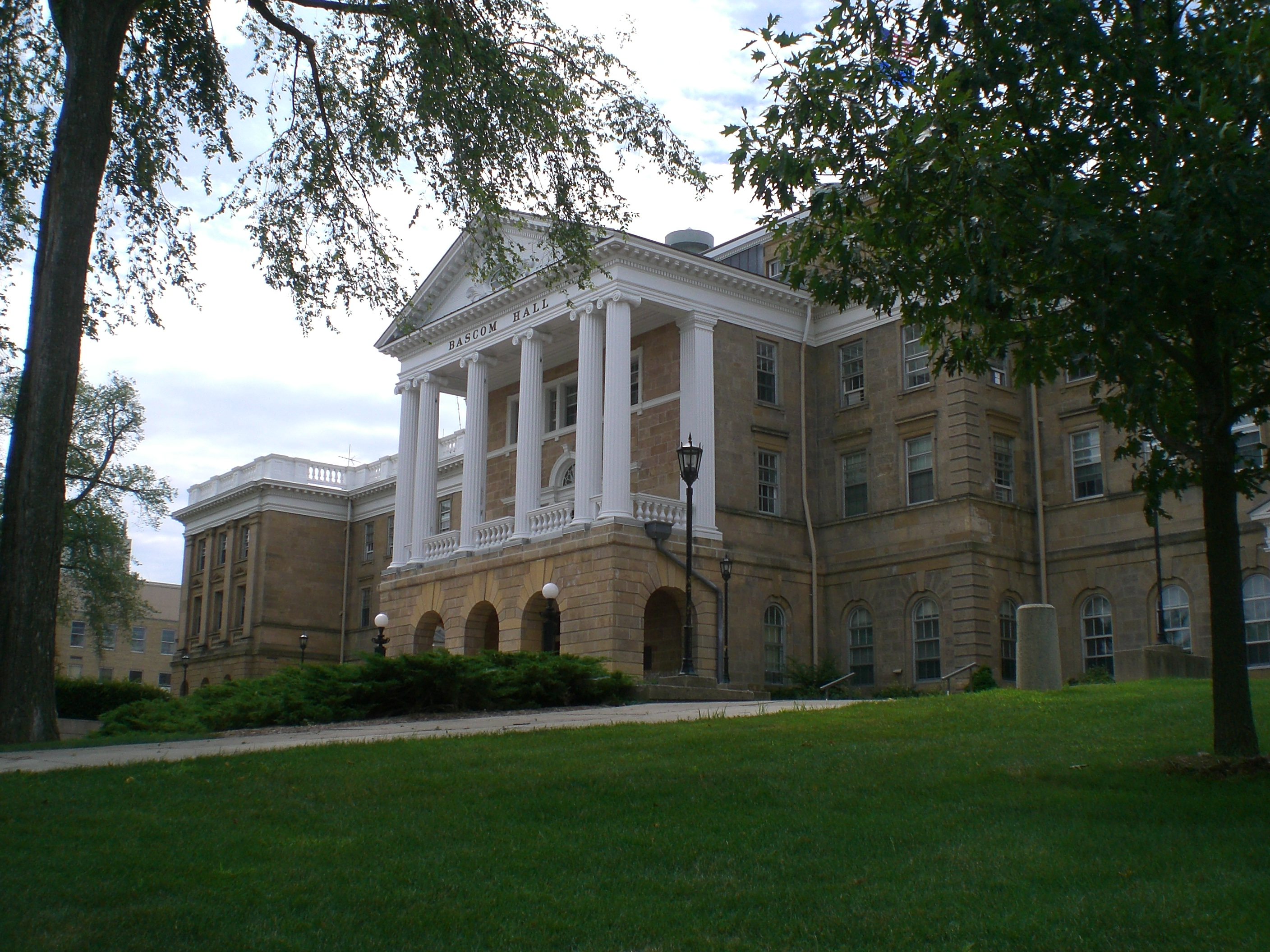
Università del Wisconsin, a Madison

L'Università del Wisconsin è un sistema di università pubbliche statunitense dello stato del Wisconsin, con sede a Madison. È uno dei più grandi e prestigiosi sistemi universitari pubblici del paese, con più di 160.000 studenti ogni anno e con più di 32.000 impiegati. Comprende due università per il dottorato di ricerca, 11 università e 13 college.
Il sistema universitario fu creato l'11 ottobre del 1971.

## Università

### Istituti di ricerca
- Università del Wisconsin-Madison
- Università del Wisconsin-Milwaukee

### Altre sedi
- Università del Wisconsin-Eau Claire
- Università del Wisconsin-Green Bay
- Università del Wisconsin-La Crosse
- Università del Wisconsin-Oshkosh
- Università del Wisconsin-Parkside in Kenosha
- Università del Wisconsin-Platteville
- Università del Wisconsin-River Falls
- Università del Wisconsin-Stevens Point
- Università del Wisconsin-Stout in Menomonie
- Università del Wisconsin-Superior
- Università del Wisconsin-Whitewater